# Клодина де Бросс
Клоди́на де Бросс (фр. Claudine de Brosse; 1450, Бретань — 1513, Ницца) — герцогиня Савойи. Дочь Жана II де Бросса и Николь де Шатильон-Блуа.

## Биография
Клодина де Бросс родилась в 1450 году, в герцогстве Бретонском и являлась дочерью французского дворянина Жана II де Бросса и его супруги Николь де Шатильон-Блуа, происходившей из династии Бретонских герцогов. Так теоретически Клодина имела со стороны матери претензии на бретонский престол.
В 1485 году она вышла замуж за Филиппа II, герцога Савойи. У них было шестеро детей:
1. Карл III, герцог Савойи (1486—1553)
2. Людовик (1488—1502)
3. Филипп Савойский, первый герцог Немурский (1490—1533)
4. Ассолона (род. и ум. 1494)
5. Джованни Амадео (род. и ум. 1495)
6. Филиберта (1498—1524), вышла замуж за Джулиано II Медичи, будущего герцога Немурского (1479—1516)

После смерти мужа, получив некоторые земли, покинула двор. В 1513 вдовствующая герцогиня Савойи умерла в Ницце и была похоронена в Шато-Шамбери.